# Mickey Gravine
Dominick „Mickey“ Gravine (* 5. August 1932 in Archibald, Pennsylvania; † 23. Juni 2023 in Toms River, New Jersey) war ein US-amerikanischer Jazz- und Studiomusiker (Posaune).

## Leben und Wirken
Gravine erhielt bereits mit drei Jahren eine Posaune, die auf dem Dachboden des Hauses seines Großvaters gefunden wurde, mit fünf Jahren wurde Mickey als Wunderkind der Posaune bekannt und trat regelmäßig – später auch mit seiner Schwester Anita – in mehreren lokalen und nationalen Rundfunkprogrammen auf, darunter in Madge Tuckers Varieté-Show „Coast to Coast on a Bus“, wo er jede Woche ein neues Lied spielte. Im Alter von sieben Jahren gab er ein Solokonzert in Begleitung der Scranton Philharmonic.
1941 zog seine Familie – bedingt durch den Niedergang des Kohleabbaugebiets von Pennsylvania – nach Jersey City, New Jersey. 1949, nach Abschluss der High School, begann der damals 17-jährige Gravine professionell als Musiker zu arbeiten. Erste Aufnahmen entstanden 1951 mit der Bill Stafford Dixieland Band. Er ging mit der Johnny Long Band und dem Ralph Flanagan Orchestra auf Tournee, mit dem er 1953 aufnahm.  („Something Special“/„Peter Piper Boogie“). 1954 wurde er zur US-Armee eingezogen und beim Signal Corp in Fort Benning, Georgia, stationiert. Nach Ableistung seiner Grundausbildung erhielt er den Befehl, Musiker für eine neue Band zusammenzustellen, um dann den Rest seiner Dienstzeit als Leiter dieser Band zu verbringen.
Nach seiner Entlassung und Rückkehr ins Zivilleben im Jahr 1956 trat Gravine dem Orchester von Jimmy Dorsey Orchestra bei und arbeitete, wenn er nicht auf Tour war, nun auch als Studiomusiker in New York. Nachdem er 1959 ganz nach Hause zurückgekehrt war (er war seit 1957 verheiratet), wurde er Mitglied des Orchesters für das seinerzeit größte Kino der Welt, das Roxy Theatre in New York. In seiner weiteren Karriere war er gleichzeitig bei den Sendern ABC, NBC und CBS unter Vertrag, wo er unter anderem in The Tonight Show mit Johnny Carson und in den Bands der Merv Griffin Show spielte. Ab den 1960er-Jahren spielte er Posaune auf unzähligen Aufnahmen von Stars wie Astrud Gilberto, Janis Ian, Judy Collins, Neil Diamond, The Coasters, Van McCoy, David Ruffin, Melba Moore, Peggy Lee, Carmen McRae, Pacific Gas & Electric und Bill Evans (From Left to Right).
1977 zogen Gravine mit seiner Familie nach Los Angeles, um sich verstärkt der Arbeit für Fernsehen und Film zu konzentrieren. Er wurde zum gefragtesten Posaunisten in Kalifornien und spielte in vielen TV-Shows und Serien der Zeit, darunter Happy Days, Laverne and Shirley, Hawaii Fünf-Null, Mork vom Ork, Charlie’s Angels und Dallas. Des Weiteren wirkte er bei der Filmmusik von Der Pate, Grease, Rocky I & II, Tote tragen keine Karos (1982) und Godspell (1973) mit. Er war auch an Frank Sinatras Album Trilogy (1979) beteiligt.
1983 kehrte Gravine nach New Jersey zurück, wo er weiterhin an der Musikproduktionen für Film und Fernsehen, bei Jingles und als Sessionmusiker bei Jazz-Alben etwa von Urbie Green oder Dick Hyman mitwirkte, bis er sich Anfang der 2000er Jahre vom Musikgeschäft zurückzog. Im Bereich des Jazz war er laut Tom Lord zwischen 1951 und 1986 an 31 Aufnahmesessions beteiligt, außer den Genannten auch mit Brooks Arthur, Artie Butler, Harold Lieberman, The Manhattan Transfer, Johnny Richards, George Segal und Joe Williams, zuletzt auf zwei Alben seiner Schwester Anita Gravine. In seinen späteren Jahren gehörte er einer Dixieland-Band an, in der auch Joe Ascione, John Bunch Joe Licari, Ed Polcer und Frank Tate spielten.

## Diskographische Hinweise
- Harold Lieberman: A Musical Journey Through the Rich History of Jazz (um 1974), mit Tommy Newsom, Hank Jones, Milt Hinton, Ron Traxler
- The Progressive Records All Star Trombone Spectacular (1977), mit Arthur Brown, Sam Burtis, Gerry Chamberlain, Jimmy Knepper, Rod Levitt, Sonny Russo, Sir Roland Hanna, Bucky Pizzarelli, Earl May, Ronnie Bedford
- Anita Gravine: I Always Knew (1984), u. a. mit Tom Harrell, Michael Abene, George Mraz, Billy Hart
- Anita Gravine: Welcome to My Dream (1993), mit Joe Shepley, Burt Collins, Paul Faulise, David Taylor, Peter Gordon, John Clark, Jerry Dodgion, Dick Oatts, Bill Kirchner, John Purcell, Frank Vicari, Wally Kane, Gary Burton, George Mraz, Joey Baron, Sammy Figueroa